# Žana Novaković
Žana Novaković (ur. 24 czerwca 1985 w Sarajewie) – bośniacka narciarka alpejska. Chorąża reprezentacji Bośni i Hercegowiny na Zimowych Igrzyskach Olimpijskich w 2010 i 2014 roku.
Po raz pierwszy na arenie międzynarodowej Novaković pojawiła się podczas mistrzostw Bośni i Hercegowiny w narciarstwie alpejskim, 1 marca 2002 roku w ośrodku przy górze Bjelašnica, gdzie w gigancie zdobyła złoty medal. Jest kilkukrotną mistrzynią Bośni i Hercegowiny w narciarstwie alpejskim, głównie w gigancie i slalomie. Wielokrotnie uczestniczyła w międzynarodowych imprezach, takich jak Zimowe igrzyska olimpijskie, czy Mistrzostwa Świata. W Pucharze Świata zadebiutowała 12 stycznia 2008 roku, podczas zawodów w słoweńskim Mariborze, gdzie nie ukończyła pierwszego przejazdu giganta. Nigdy w karierze nie zdobyła pucharowych punktów.

## Osiągnięcia

### Igrzyska olimpijskie
| Miejsce | Dzień     | Rok  | Miejscowość     | Konkurencja | Czas biegu | Strata | Zwyciężczyni        |
| ------- | --------- | ---- | --------------- | ----------- | ---------- | ------ | ------------------- |
| 41.     | 25 lutego | 2010 | Whistler        | Gigant      | 2:27,11    | +13,68 | Viktoria Rebensburg |
| 40.     | 26 lutego | 2010 | Whistler        | Slalom      | 1:42,89    | +13,06 | Maria Riesch        |
| 37.     | 18 lutego | 2014 | Krasnaja Polana | Gigant      | 2:36,87    | +10,91 | Tina Maze           |
| 26.     | 21 lutego | 2014 | Krasnaja Polana | Slalom      | 1:44,54    | +11,45 | Mikaela Shiffrin    |

### Mistrzostwa świata
| Miejsce | Dzień     | Rok  | Miejscowość       | Konkurencja | Czas biegu | Strata | Zwyciężczyni     |
| ------- | --------- | ---- | ----------------- | ----------- | ---------- | ------ | ---------------- |
| 28.     | 11 lutego | 2005 | Santa Caterina    | Slalom      | 1:47,98    | +20,06 | Janica Kostelić  |
| DNF2    | 13 lutego | 2007 | Åre               | Gigant      | 2:31,72    | –      | Nicole Hosp      |
| 39.     | 16 lutego | 2007 | Åre               | Slalom      | 1:43,91    | +12,90 | Sarka Zahrobska  |
| DSQ1    | 12 lutego | 2009 | Val d’Isère       | Gigant      | 2:03,49    | –      | Kathrin Hölzl    |
| DNF1    | 14 lutego | 2009 | Val d’Isère       | Slalom      | 1:51,80    | –      | Maria Riesch     |
| 42.     | 17 lutego | 2011 | Ga-Pa             | Gigant      | 2:20.54    | +9,75  | Tina Maze        |
| DNF1    | 19 lutego | 2011 | Ga-Pa             | Slalom      | 1:45,79    | –      | Marlies Schild   |
| 44.     | 14 lutego | 2013 | Schladming        | Gigant      | 2:08,06    | +12,99 | Tessa Worley     |
| DNF1    | 16 lutego | 2013 | Schladming        | Slalom      | 1:39,85    | –      | Mikaela Shiffrin |
| 53.     | 12 lutego | 2015 | Vail/Beaver Creek | Gigant      | 2:19,16    | +13,83 | Anna Fenninger   |
| DNF1    | 14 lutego | 2015 | Vail/Beaver Creek | Slalom      | 1:38,48    | –      | Mikaela Shiffrin |
| 53.     | 16 lutego | 2017 | Sankt Moritz      | Gigant      | 2:05,55    | –      | Tessa Worley     |
| BDNF2   | 18 lutego | 2017 | Sankt Moritz      | Slalom      | 1:37,27    | –      | Mikaela Shiffrin |

### Mistrzostwa świata juniorów
| Miejsce | Dzień     | Rok  | Miejscowość | Konkurencja | Czas biegu | Strata | Zwyciężczyni/e                    |
| ------- | --------- | ---- | ----------- | ----------- | ---------- | ------ | --------------------------------- |
| DNS1    | 12 lutego | 2004 | Maribor     | Supergigant | 1:26,79    | –      | Nadia Fanchini Andrea Fischbacher |
| 67.     | 14 lutego | 2004 | Maribor     | Gigant      | 2:21,39    | +25,07 | Maria Riesch                      |
| 54.     | 15 lutego | 2004 | Maribor     | Slalom      | 1:40,73    | +19,53 | Kathrin Zettel                    |